# Louise Adélaïde d'Orléans
Louise Adélaïde d'Orléans (Marie Louise Adélaïde; 13. srpna 1698, zámek Versailles – 10. února 1743, Paříž) byla druhou dcerou Filipa II. Orleánského a Františky Marie Bourbonské, legitimizované dcery francouzského krále Ludvíka XIV. a jeho milenky Madame de Montespan. Byla abatyší z Chelles.

## Život
Marie Louise Adélaïde se narodila na zámku Versailles 13. srpna 1698. Po sňatku své tety Alžběty Charlotty Orleánské se stala u dvora známou jako Mademoiselle de Chartres. V roce 1710, po sňatku své starší sestry Marie Luisy Alžběty přijala oslovení Mademoiselle d'Orléans.
Louise Adélaïde měla sedm sourozenců:
- Mademoiselle de Valois (17. prosince 1693 – 17. října 1694)
- Marie Luisa Alžběta Orleánská (20. srpna 1695 – 21. července 1719)
- Šarlota Aglaé Orleánská (20. října 1700 – 19. ledna 1761)
- Ludvík I. Orleánský (4. srpna 1703 – 4. února 1752)
- Luisa Alžběta Orleánská (11. prosince 1709 – 16. června 1742)
- Filipína Alžběta Orleánská (18. prosince 1714 – 21. května 1734)
- Luisa Diana Orleánská (27. června 1716 – 26. září 1736)

### Osobnost
Louise Adélaïde, velmi si blízká se svými sestrami Marií Luisou Alžbětou a Šarlotou Aglaé, byla považována za nejkrásnější z orleánských dcer. Její babička Alžběta Šarlota Falcká ji popsala následovně:

[Je] dobře udělaná a nejkrásnější z mých vnuček. Má jemnou pokožku, nádhernou pleť, velmi bílé zuby, hezké oči a bezchybnou postavu. Její ruce jsou extrémně jemné, červená a bílá jsou v její pokožce krásně a přirozeně smíšené. Nikdy jsem neviděla lepší zuby; jsou jako řada perel.

Podle babičky byla Louise Adélaïde také velmi nadšená hudbou a projevovala zájem o teologii i vědy. Zejména ji zaujala věda o chirurgii, která tehdy procházela érou změn a zdokonalování.
Při jejím vstupu do kláštera o ní Louis Racine složil verš:
Plaisir, beauté, jeunesse, honneurs, gloire, puissance,
Ambitieux espoir que permet la naissance,
Tout au pied de l'Agneau fut par elle immolé.
Louise Adélaïde a její sestra Šarlota Aglaé byly v nízkém věku umístěny do opatství Chelles. Jejich vzdělávání bylo krátce přerušeno v roce 1710 kvůli svatbě jejich nejstarší sestry Marie Luisy Alžběty. Louise Adélaïde a Šarlota Aglaé jí nesly vlečku.
Zpočátku byla mladá Louise Adélaïde považována za možnou nevěstu pro svého bratrance Ludvíka Augusta, prince z Dombes. Ten byl nejstarším synem jejího strýce vévody z Maine a jeho manželky Luisy Benedikty Bourbonské. Jako nejstarší syn byl dědicem otcova ohromného bohatství. Louise Adélaïde, od přírody velmi zbožná, však jeho ruku odmítla. Mladý princ se pak obrátil na její mladší sestru Šarlotu Aglaé, ta ale jeho nabídku odmítla také. Princ z Dombes ani Louise Adélaïde nakonec zůstali oba svobodní.
Dalším možným kandidátem na sňatek s Louise Adélaïde byl Jakub František Stuart, "Starý pretendent" britského trůnu.
V roce 1716 se Louise Adélaïde chtěla provdat za rytíře ze Saint-Maixent; byl jedním z králových pážat, který ji zachránil před nehodou během lovu za cenu zranění, které se mu téměř stalo smrtelným. Louise Adélaïde se snažila, jak jen mohla, aby získala povolení rodičů ke sňatku s mladým rytířem, ale oba to odmítli. Orleánská vévodkyně byla zděšena návrhem takového mesalliance a údajně zacházela s Louise Adélaïde na toto téma tak drsně, že to způsobilo, že „přijala závoj“ a stala se jeptiškou.
Oficiálně závoj přijala 31. března 1717; obřad se konal před jejími rodiči.

## Abatyše z Chelles
V důsledku skandálního života, který vedla její starší sestra, vévodkyně vdova z Berry, která byla notoricky promiskuitní a skryla několik těhotenství, se Louise Adélaïde rozhodla stát jeptiškou. Její rodiče, stejně jako její babička z otcovy strany, byli proti, ale ona se jí přesto stala. Jako jeptiška přijala v roce 1717 jméno Sœur Sainte-Bathilde (Sestra svatá Batilda). Toto jméno nosila do následujícího roku. Během pobytu v Chelles projevila Louise Adélaïde mírný zájem o jansenismus.
Během Régence byla viděna jako přední náboženská osobnost v zemi.
V roce 1719 se stala abatyší z Chelles a tento post si udržela do konce života. Byla také abatyší z Val-de-Grâce, kláštera postaveného po záštitou její prababičky Anny Rakouské, manželky Ludvíka XIII. 21. července 1719 zemřela její starší sestra vévodkyně vdova z Berry a bylo zjištěno, že je znovu těhotná, jen něco málo přes tři měsíce poté, co utrpěla hrozný porod, během něhož jí bylo upíráno svátosti.
V roce 1720, když její sestra Šarlota Aglaé opouštěla Francii, aby se v Modeně setkala se svým manželem, trvala na tom, aby se před svým odjezdem se sestrou ještě setkala. Podle jejich babičky to byla smutná scéna.
Během pobytu v Chelles Louise Adélaïde opatství velmi zkrášlila: nařídila repasování klášterních chodeb, obnovu kapituly, nechala postavit ošetřovnu a nechala vytvořit systém, aby k pitné vodě měli přístup členové opatství i město. Louise Adélaïde také umožnila Sestrám opatství v Nevers postavit ve městě dům, aby pomohla vzdělávat místní dívky.
Během pobytu v Chelles v letech 1719 až 1734 byla známá jako Madame d'Orléans. Zemřela 10. února 1743 v klášteře de la Madeleine de Traisnel v Paříž ve věku 44 let na pravé neštovice.

## Vývod z předků
|                           |                                      |  |                          |                                    |  |  |  |  |  |  |  | Jindřich IV. Francouzský |
|                           |                                      |  |                          |                                    |  |  |  |  |  |  |  |                          |
|                           | Ludvík XIII.                         |  |                          |                                    |  |  |  |  |  |  |  |                          |
|                           |                                      |  |                          |                                    |  |  |  |  |  |  |  |                          |
|                           |                                      |  |                          | Marie Medicejská                   |  |  |  |  |  |  |  |                          |
|                           |                                      |  |                          |                                    |  |  |  |  |  |  |  |                          |
|                           | Filip I. Orleánský                   |  |                          |                                    |  |  |  |  |  |  |  |                          |
|                           |                                      |  |                          |                                    |  |  |  |  |  |  |  |                          |
|                           |                                      |  |                          | Filip III. Španělský               |  |  |  |  |  |  |  |                          |
|                           |                                      |  |                          |                                    |  |  |  |  |  |  |  |                          |
|                           | Anna Rakouská                        |  |                          |                                    |  |  |  |  |  |  |  |                          |
|                           |                                      |  |                          |                                    |  |  |  |  |  |  |  |                          |
|                           |                                      |  |                          | Markéta Habsburská                 |  |  |  |  |  |  |  |                          |
|                           |                                      |  |                          |                                    |  |  |  |  |  |  |  |                          |
|                           | Filip II. Orleánský                  |  |                          |                                    |  |  |  |  |  |  |  |                          |
|                           |                                      |  |                          |                                    |  |  |  |  |  |  |  |                          |
|                           |                                      |  |                          | Fridrich Falcký                    |  |  |  |  |  |  |  |                          |
|                           |                                      |  |                          |                                    |  |  |  |  |  |  |  |                          |
|                           | Karel I. Ludvík Falcký               |  |                          |                                    |  |  |  |  |  |  |  |                          |
|                           |                                      |  |                          |                                    |  |  |  |  |  |  |  |                          |
|                           |                                      |  |                          | Alžběta Stuartovna                 |  |  |  |  |  |  |  |                          |
|                           |                                      |  |                          |                                    |  |  |  |  |  |  |  |                          |
|                           | Alžběta Šarlota Falcká               |  |                          |                                    |  |  |  |  |  |  |  |                          |
|                           |                                      |  |                          |                                    |  |  |  |  |  |  |  |                          |
|                           |                                      |  |                          | Vilém V. Hesensko-Kasselský        |  |  |  |  |  |  |  |                          |
|                           |                                      |  |                          |                                    |  |  |  |  |  |  |  |                          |
|                           | Šarlota Hesensko-Kasselská           |  |                          |                                    |  |  |  |  |  |  |  |                          |
|                           |                                      |  |                          |                                    |  |  |  |  |  |  |  |                          |
|                           |                                      |  |                          | Amálie Alžběta z Hanau-Münzenbergu |  |  |  |  |  |  |  |                          |
|                           |                                      |  |                          |                                    |  |  |  |  |  |  |  |                          |
| Louise Adélaïde d'Orléans |                                      |  |                          |                                    |  |  |  |  |  |  |  |                          |
|                           |                                      |  |                          |                                    |  |  |  |  |  |  |  |                          |
|                           |                                      |  | Jindřich IV. Francouzský |                                    |  |  |  |  |  |  |  |                          |
|                           |                                      |  |                          |                                    |  |  |  |  |  |  |  |                          |
|                           | Ludvík XIII.                         |  |                          |                                    |  |  |  |  |  |  |  |                          |
|                           |                                      |  |                          |                                    |  |  |  |  |  |  |  |                          |
|                           |                                      |  |                          | Marie Medicejská                   |  |  |  |  |  |  |  |                          |
|                           |                                      |  |                          |                                    |  |  |  |  |  |  |  |                          |
|                           | Ludvík XIV.                          |  |                          |                                    |  |  |  |  |  |  |  |                          |
|                           |                                      |  |                          |                                    |  |  |  |  |  |  |  |                          |
|                           |                                      |  |                          | Filip III. Španělský               |  |  |  |  |  |  |  |                          |
|                           |                                      |  |                          |                                    |  |  |  |  |  |  |  |                          |
|                           | Anna Rakouská                        |  |                          |                                    |  |  |  |  |  |  |  |                          |
|                           |                                      |  |                          |                                    |  |  |  |  |  |  |  |                          |
|                           |                                      |  |                          | Markéta Habsburská                 |  |  |  |  |  |  |  |                          |
|                           |                                      |  |                          |                                    |  |  |  |  |  |  |  |                          |
|                           | Františka Marie Bourbonská           |  |                          |                                    |  |  |  |  |  |  |  |                          |
|                           |                                      |  |                          |                                    |  |  |  |  |  |  |  |                          |
|                           |                                      |  |                          | Gaspard de Rochechouart            |  |  |  |  |  |  |  |                          |
|                           |                                      |  |                          |                                    |  |  |  |  |  |  |  |                          |
|                           | Gabriel de Rochechouart de Mortemart |  |                          |                                    |  |  |  |  |  |  |  |                          |
|                           |                                      |  |                          |                                    |  |  |  |  |  |  |  |                          |
|                           |                                      |  |                          | Louise de Maure                    |  |  |  |  |  |  |  |                          |
|                           |                                      |  |                          |                                    |  |  |  |  |  |  |  |                          |
|                           | Madame de Montespan                  |  |                          |                                    |  |  |  |  |  |  |  |                          |
|                           |                                      |  |                          |                                    |  |  |  |  |  |  |  |                          |
|                           |                                      |  |                          | Jean de Grandseigne                |  |  |  |  |  |  |  |                          |
|                           |                                      |  |                          |                                    |  |  |  |  |  |  |  |                          |
|                           | Diane de Grandseigne                 |  |                          |                                    |  |  |  |  |  |  |  |                          |
|                           |                                      |  |                          |                                    |  |  |  |  |  |  |  |                          |
|                           |                                      |  |                          | Kateřina de La Béraudière          |  |  |  |  |  |  |  |                          |
|                           |                                      |  |                          |                                    |  |  |  |  |  |  |  |                          |